# شهرآورد ایتالیانو
دربی ایتالیانو (به انگلیسی: Derby d'Italia) مسابقه‌ای میان دو تیم بزرگ فوتبال ایتالیا یعنی یوونتوس و اینتر میلان می‌باشد. این دربی، بزرگترین، مهمترین و حساس ترین بازی فوتبال در ایتالیا است. رقابت دو تیم از دهه ۳۰ میلادی همواره بسیار حساس و پرتنش بود است اما  این جنگ و دشمنی دیرینه، در دهه ۶۰ میلادی، اواخر دهه ۹۰ میلادی و اوایل قرن ۲۱ بسیار جنجالی و در اوج خود بود. با اوج گیری مجدد اینتر در سال ۲۰۲۰ دوباره تنور رقابت بین دو داغ شده است‌. اگر چه بازی دو تیم فارغ از جایگاه آنها در جدول رده بندی همواره مهم و قابل توجه است.  

## بهترین بردها
- اختلاف (حداقل) ۴ گل

| یوونتوس ۹–۱ اینتر | ۱۰ ژوئن ۱۹۶۱    | ۸ |
| اینتر ۶–۰ یوونتوس | ۱۷ نوامبر ۱۹۳۵  | ۶ |
| اینتر ۶–۰ یوونتوس | ۴ آوریل ۱۹۵۴    | ۶ |
| اینتر ۶–۱ یوونتوس | ۲۶ نوامبر ۱۹۱۱  | ۵ |
| یوونتوس ۷–۲ اینتر | ۱۴ دسامبر ۱۹۱۳  | ۵ |
| یوونتوس ۶–۲ اینتر | ۱۷ ژانویه ۱۹۳۲  | ۴ |
| اینتر ۴–۰ یوونتوس | ۱۷ سپتامبر ۱۹۳۹ | ۴ |
| یوونتوس ۴–۰ اینتر | ۱۷ مه ۱۹۴۲      | ۴ |
| اینتر ۲–۶ یوونتوس | ۱۹ ژوئن ۱۹۷۵    | ۴ |
| اینتر ۴–۰ یوونتوس | ۱۱ نوامبر ۱۹۷۹  | ۴ |
| اینتر ۴–۰ یوونتوس | ۱۱ نوامبر ۱۹۸۴  | ۴ |

## تاریخچه

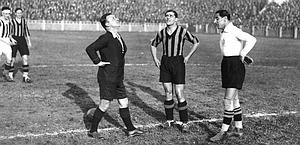
دربی ایتالیانو، جانپیرو کامبی و جوزپه مئاتزا ۱۹۳۳

دربی ایتالیانو (به انگلیسی: Derby d'Italia) بازی فوتبالی است میان دو تیم مطرح فوتبال ایتالیا یعنی باشگاه فوتبال یوونتوس و باشگاه فوتبال اینتر میلان. دربی ایتالیانو، میان یوونتوس و اینتر میلان، بی‌نیاز از قرابت جغرافیایی، بزرگترین بازی فوتبال در ایتالیا به‌شمار می‌رود. ریشه دربی ایتالیا را به جیانی بررا، با نفوذترین روزنامه‌نگار قرن گذشته ایتالیا نسبت می‌دهند، زمانی که در اواخر دهه شصت و مشخصاً در فصل ۱۹۶۷–۶۸ کلید واژه دربی دی ایتالیا (ایتالیانو) را برای نخستین بار وارد ادبیات ورزشی کشور ایتالیا می‌کند.
ریشه‌های جدال یوونتوس و اینتر از ۱۶ آوریل ۱۹۶۱ کلید خورد. دو تیم در جریان رقابت شانه به شانه برای قهرمانی در بازی فینال گونه فصل رو در روی هم قرار می‌گیرند، امّا شورش تماشاگران بازی را نیمه کاره می‌گذارد. مسئولان بازی‌ها در ابتدا یوونتوس را مقصر می‌دانند و اینتر را با نتیجه ۲ بر صفر پیروز بازی قلمداد می‌کنند. امّا دو ماه بعد و زمانی که فصل به مقطع حساس خود می‌رسد، رأی قبلی به واسطه اعتراض باشگاه یوونتوس باطل و دستور به تکرار بازی می‌شود. آنجلو موراتی، پدر ماسیمو موراتی که در آن زمان مالک باشگاه اینتر بود، عنوان می‌کند که نفوذ خانواده آنیلی باعث این تغییر ناگهانی در رأی شده‌است و او در واکنش و اعتراض به این موضوع، به سرمربی تیمش می‌گوید که تیم آکادمی باشگاه را به مصاف یوونتوس بفرستد. ۱۰ ژوئیه ۱۹۶۱، یووه با نتیجه ۹–۱ تیم جوانان اینتر را در می‌برد و ضمن رقم زدن پرگل‌ترین دربی تاریخ دو باشگاه، از عنوان قهرمانی اش دفاع می‌کند. سال‌ها بعد در آوریل ۱۹۹۸ جرقه دیگری زده می‌شود، اینتر بازی رفت را با تک گل یوری ژورکائف در خانه برده و حالا در هفته سی و یکم دو تیم در برابر هم قرار می‌گیرند. گل دقیقه ۲۱ آلساندرو دل‌پیرو نتیجه بازی و بعدها جام قهرمانی را برای یووه رقم می‌زند اما این بازی یک تاریخ نانوشته هم دارد. ضربه آشکار مارک یولیانو به سینه رونالدو در محوطه جریمه یووه از سوی چیکارینی به هیچ انگاشته می‌شود، پنالتی واضحی که بعدها بارها دست مایه کمدین‌های خوش ذوق ایتالیایی قرار می‌گیرد. پیروزی‌های متوالی یووه در سال‌های ابتدایی دهه ۲۰۰۰ ادامه دارد، (دو پیروزی ۳–۱ و ۳–۰ در سال‌های ۲۰۰۱ و ۲۰۰۳). و سرانجام آتش جنگ که در جریان رسوایی‌های معروف فوتبال ایتالیا موسوم به کالچو پولی شعله‌ور می‌شود. یوونتوس دو قهرمانی سال‌های ۲۰۰۵ و ۲۰۰۶ خود را از دست می‌دهد و به سری بی فوتبال ایتالیا تبعید می‌شود و اینتر با تصاحب یکی از این دو قهرمانی، وارد برهه‌ای پر از افتخارات می‌شود.

## آمار و ارقام
|                                                                        | تعداد بازی | برد یوونتوس | مساوی | برد اینتر | گل یوونتوس | گل اینتر |
| ---------------------------------------------------------------------- | ---------- | ----------- | ----- | --------- | ---------- | -------- |
| لیگ منطقه ای                                                           | ۱۱         | ۳           | ۲     | ۶         | ۱۵         | ۲۵       |
| لیگ دسته یک                                                            | ۲          | ۱           | ۱     | ۰         | ۴          | ۲        |
| لیگ ملی                                                                | ۱۴         | ۴           | ۴     | ۶         | ۱۷         | ۱۹       |
| سری آ                                                                  | ۱۷۵        | ۸۷          | ۴۷    | ۴۹        | ۲۶۳        | ۲۱۳      |
| مجموع بازی های لیگ                                                     | ۲۰۲        | ۹۵          | ۵۴    | ۶۱        | ۲۹۹        | ۲۵۹      |
| 1944 Campionato Alta Italia (مسابقه قهرمانی در زمان جنگ جهانی دوم بود) | ۲          | ۱           | ۰     | ۱         | ۲          | ۲        |
| جام حذفی                                                               | ۳۶         | ۱۵          | ۹     | ۱۲        | ۵۳         | ۴۵       |
| سوپرجام                                                                | ۲          | ۰           | ۰     | ۲         | ۱          | ۳        |
| جام میتروپا (پلی آف)                                                   | ۱          | ۱           | ۰     | ۰         | ۱          | ۰        |
| Trofeo Picchi ( یک مسابقه دوستانه تابستانی بود)                        | ۱          | ۰           | ۰     | ۱         | ۱          | ۳        |
| مجموع بازی های رسمی                                                    | ۲۵۲        | ۱۱۲         | ۶۳    | ۷۷        | ۳۵۷        | ۳۱۲      |

- اولین دیدار دو تیم بیش از یکصد سال قبل و در ۱۴ نوامبر ۱۹۰۹ برگزار شد. یوونتوس با دو گل ارنستو بورل در تورین دو به صفر از سد رقیب سال‌های بعدش گذشت. از آن تاریخ تا امروز دو تیم در تمامی رقابت‌ها در بازی های رسمی تاکنون ۲۵۲ بار به مصاف یکدیگر رفته‌اند که ۱۱۲ پیروزی برای یوونتوس، ۵۸ تساوی و ۷۷ پیروزی برای اینتر بوده‌است.
- از جمع ۲۱۰ بازی لیگ، ۹۵ پیروزی برای یوونتوس، ۴۶ تساوی و ۶۱ پیروزی برای اینتر بوده است.
- بهترین پیروزی: یوونتوس ۹–۱ اینتر (بازی جنجالی سال ۶۱ در لیگ که تیم اینتر به نشانه اعتراض به رای دادگاه تیم جوانان خود را به زمین فرستاد.)
- جوزپه مئاتزا، اسطوره سال‌های دور اینتر، با ۱۲ گل در طی سه دهه بهترین گلزن دربی ایتالیا به‌شمار می‌رود.

## افتخارات
| یوونتوس         | رقابت                                    | اینتر |
| --------------- | ---------------------------------------- | ----- |
| داخلی           |                                          |       |
| ۳۶              | سری آ                                    | ۲۰    |
| ۱               | سری بی                                   | ۰     |
| ۱۵              | کوپا ایتالیا                             | ۹     |
| ۹               | سوپرجام فوتبال ایتالیا                   | ۸     |
| ۶۰              | مجموع                                    | ۳۷    |
| اروپایی و جهانی |                                          |       |
| ۲               | لیگ قهرمانان اروپا/جام اروپا             | ۳     |
| ۱               | جام برندگان جام اروپا (تمام شده)         | ۰     |
| ۳               | لیگ اروپا/جام یوفا                       | ۳     |
| ۲               | سوپر جام اروپا                           | ۰     |
| ۲               | یوفا / کونمبول جام بین قاره‌ای (تمام شده) | ۲     |
| ۰               | جام باشگاه های فوتبال جهان               | ۱     |
| ۱۰              | مجموع                                    | ۹     |
| ۷۰              | مجموع جام‌ها                              | ۴۶    |